# Ennada
Ennada is een geslacht van vlinders van de familie spanners (Geometridae), uit de onderfamilie Ennominae.

## Soorten
- E. deustata Felder, 1875
- E. disticlaria Mabille, 1885
- E. flavaria Blanchard, 1852
- E. hyadesii Mabille, 1885
- E. subornata Walker, 1862